# Gnophos maledictus
Gnophos maledictus là một loài bướm đêm trong họ Geometridae.